# Holzhausen (Georgsmarienhütte)

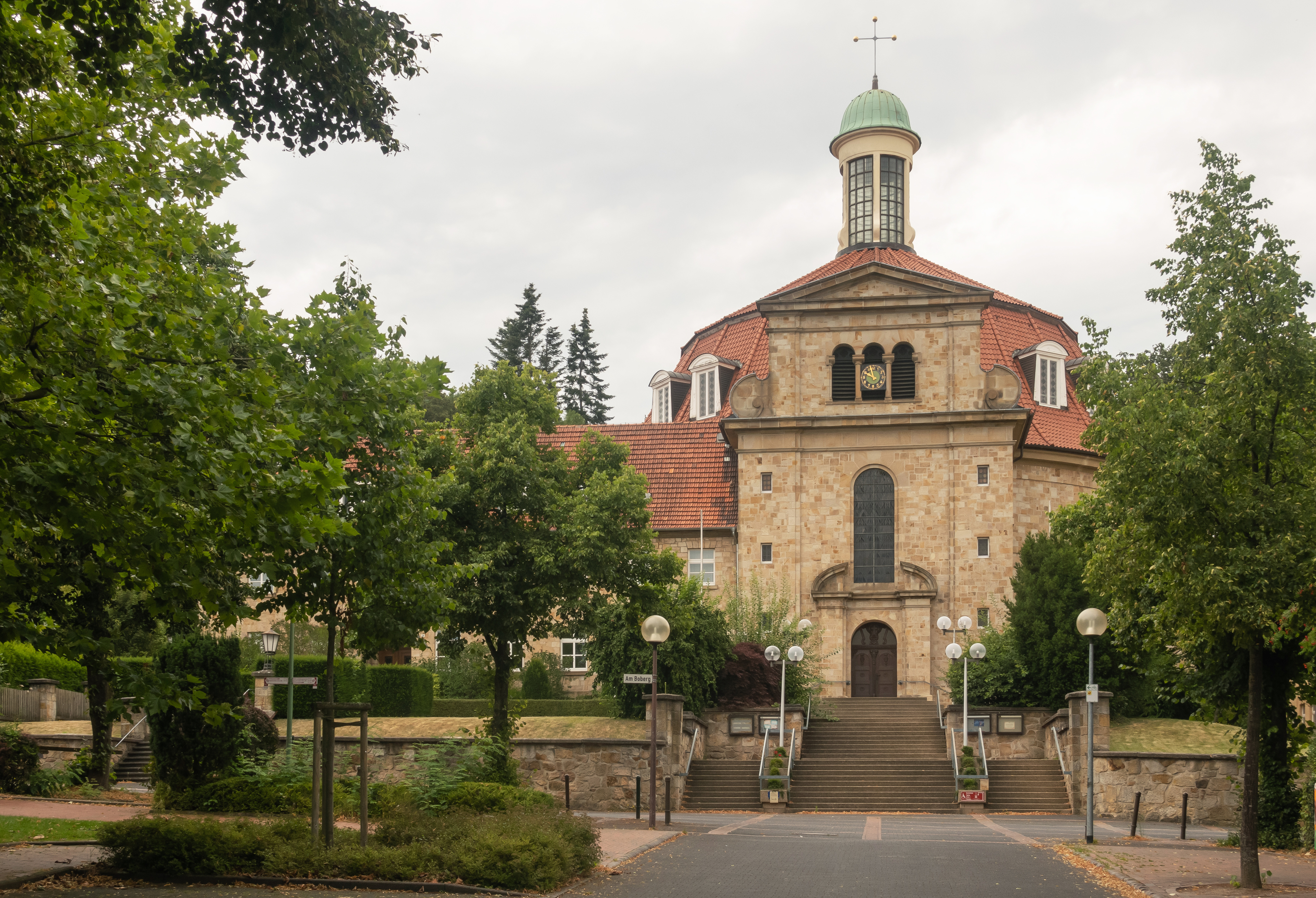
Klosterkirche und Kloster Ohrbeck

Holzhausen ist ein Stadtteil der selbständigen Gemeinde Georgsmarienhütte in Niedersachsen. Der Stadtteil hatte im Januar 2024 4469 Einwohner.

## Geografie

### Geografische Lage
Holzhausen liegt im Osnabrücker Land zwischen der Stadt Osnabrück im Norden und dem Teutoburger Wald im Süden.

### Nachbargemeinden
Von Norden beginnend im Uhrzeigersinn:
- Osnabrück
- Georgsmarienhütte
  - Malbergen
  - Alt-Georgsmarienhütte
- Hagen am Teutoburger Wald
- Hasbergen

## Geschichte

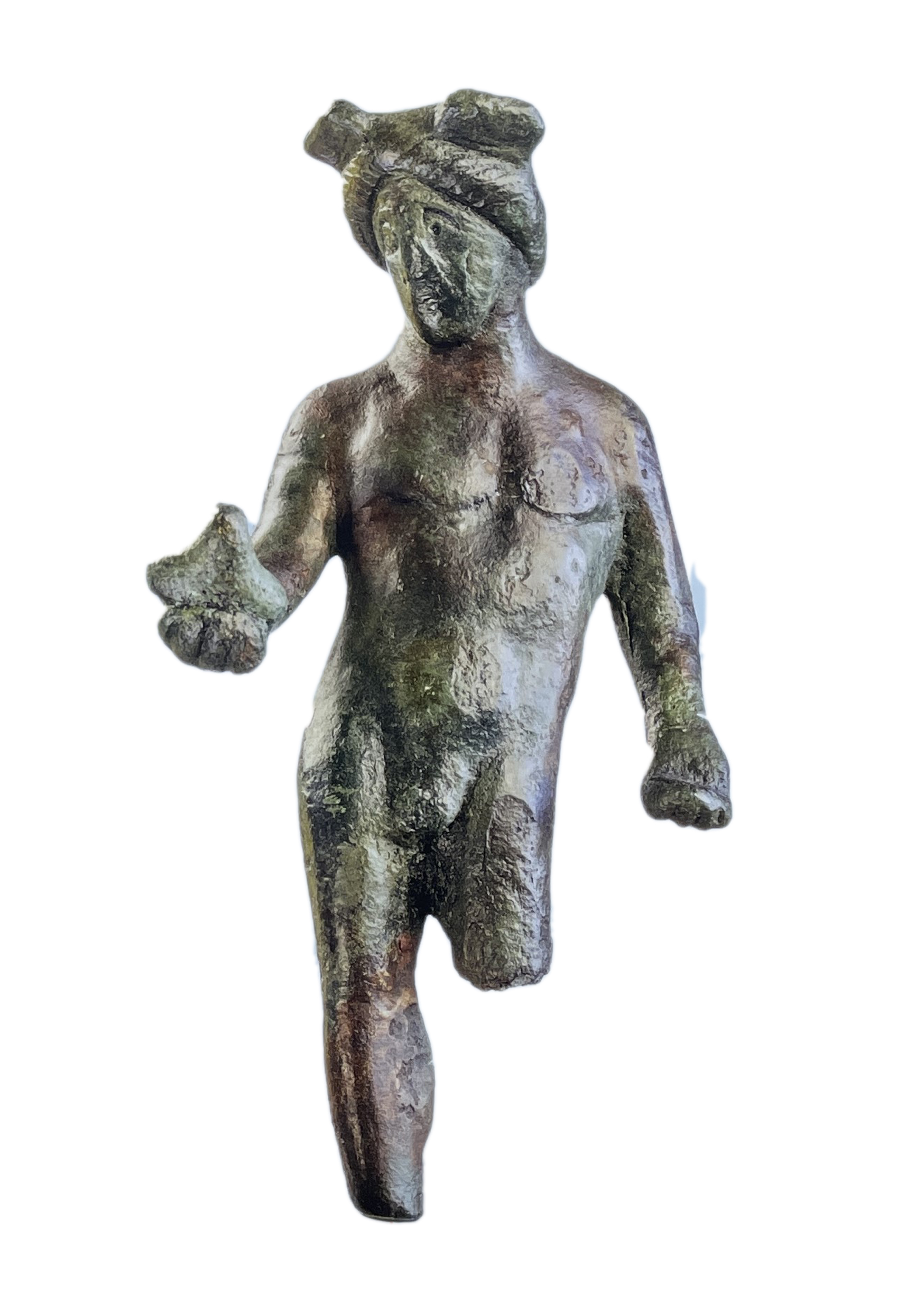
Römische Bronze (Kriegsgott Merkur) gefunden in Holzhausen

Frühgeschichte: Erste Spuren menschlicher Besiedlung wurden bei Erdarbeiten in den 1920er Jahren gefunden. Mehrere Urnenfunde zeugen von einem Gräberfeld am nördlichen Ortsausgang von Holzhausen und datieren in die Bronzezeit (ca. 1000 bis 1700 v. Chr.). Auf dem Boberg ist heute noch ein Hügelgrab aus dieser Epoche erhalten. Ein weiterer Fund ist die Bronzestatue des römischen Kriegsgottes Merkur, die ebenfalls in den 20er Jahren des letzten Jahrhunderts auf Holzhauser Gebiet gefunden wurde.
 
Als im Jahr 1147 die Zusammengehörigkeit der Bauerschaften zu den Osnabrücker Kirchen neu geregelt und mehrere ehemalige Bauerschaften dem Kirchspiel St. Johann zugeordnet wurden, wurde Holzhausen (Holthusen) erstmals urkundlich genannt. Bis zur Mitte des 19. Jhd. war Holzhausen eine Bauerschaft, die aus den Vollerbenhöfen Stertenbrink, König, Niederholthaus und Oberholthaus bestand. Im 15. Jhd. kam noch der Markkötter Patke als Ableger des Hofes Niederholthaus dazu. 
Der Georgs-Marien-Bergwerks- und Hüttenverein (GMBHV) kaufte 1854 den Hof Patke und plante ein Hüttenwerk auf Holzhauser Gebiet zu errichten. Hierfür benötigte man weitere Grundstücke, deren Eigentümer sich aber einem Verkauf erfolgreich widersetzten. So erwarb der GMBHV ausreichend Grundstücke in der Nachbargemeinde ⁣Malbergen, heute ebenfalls ein Stadtteil von Georgsmarienhütte und errichtete dort das Eisenhüttenwerk. 1866 wurde die Hütteneisenbahn in Betrieb genommen und in Holzhausen ein Haltepunkt errichtet. Immer mehr Arbeiter ließen sich wegen der guten Erreichbarkeit der Hütte mit ihren Familien im Ort nieder. In den 1920er Jahren entstanden die ersten werkseigenen Siedlungshäuser an der Linden-, Bruch-, Wiesen- und Malbergerstraße. Seit 1907 hieß der Bahnhof Patkenhof und schnell wurde im Volksmund auch Holzhausen als Patkenhof bezeichnet. 1927 verkaufte der neue Eigentümer der Hütte, die Klöckner Werke AG, auch Grundstücke an siedlungswillige Arbeiter, und es entstand die damals hochmoderne Siedlung Halbmond. Mitte der 1950er Jahre kam dann noch die Arbeitersiedlung Patkegarten hinzu. Holzhausen entwickelte sich zu einem attraktiven Wohnort mit guter Infrastruktur. Wegen abnehmender Nachfrage wurde die Personenbeförderung auf der Bahnlinie Georgsmarienhütte – Hasbergen 1978 eingestellt.

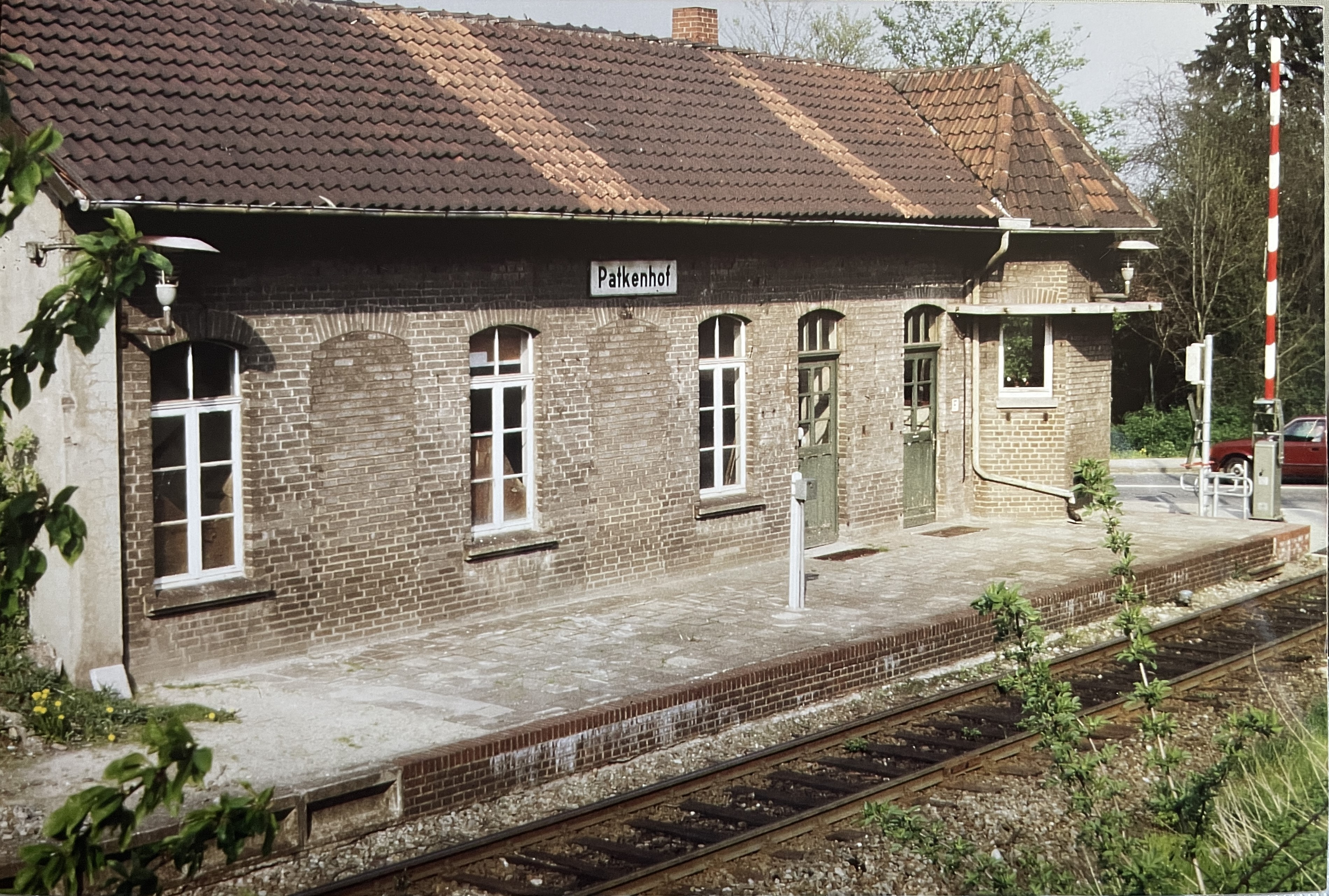
Bahnhof Patkenhof 1984

1886 gründeten Bürger den Schützenverein Sutthausen/Holzhausen. Zum eigenen katholischen Seelsorgebezirk wurde Holzhausen im Jahr 1924. Im selben Jahr wurde der Fußballverein DJK Holzhausen gegründet, der heute BSV Holzhausen 1924 e. V. heißt. 1938 wurden Malbergen und Teile von Holzhausen nach Georgsmarienhütte eingemeindet. 1970 schlossen sich die Landgemeinden Oesede, Kloster Oesede, Harderberg, Holsten-Mündrup, das südliche Holzhausen sowie das Industriedorf Georgsmarienhütte zur Stadt Georgsmarienhütte zusammen. Der Norden der Gemeinde, Sutthausen, wurde Teil der Stadt Osnabrück.

## Einwohnerentwicklung
- 1512 – 0024 schatzpflichtige Einwohner
- 1601 – 0027
- 1651 – 0041
- 1772 – 0084
- 1821 – 0140
- 1858 – 0461 (mit Sutthausen und Wulften)
- 1885 – 0414
- 1905 – 0500
- 1939 – 2777
- 1951 – 4161
- 1961 – 5643
- 2006 – etwa 5500
- 2007 – etwa 4950[2]

## Bauwerke

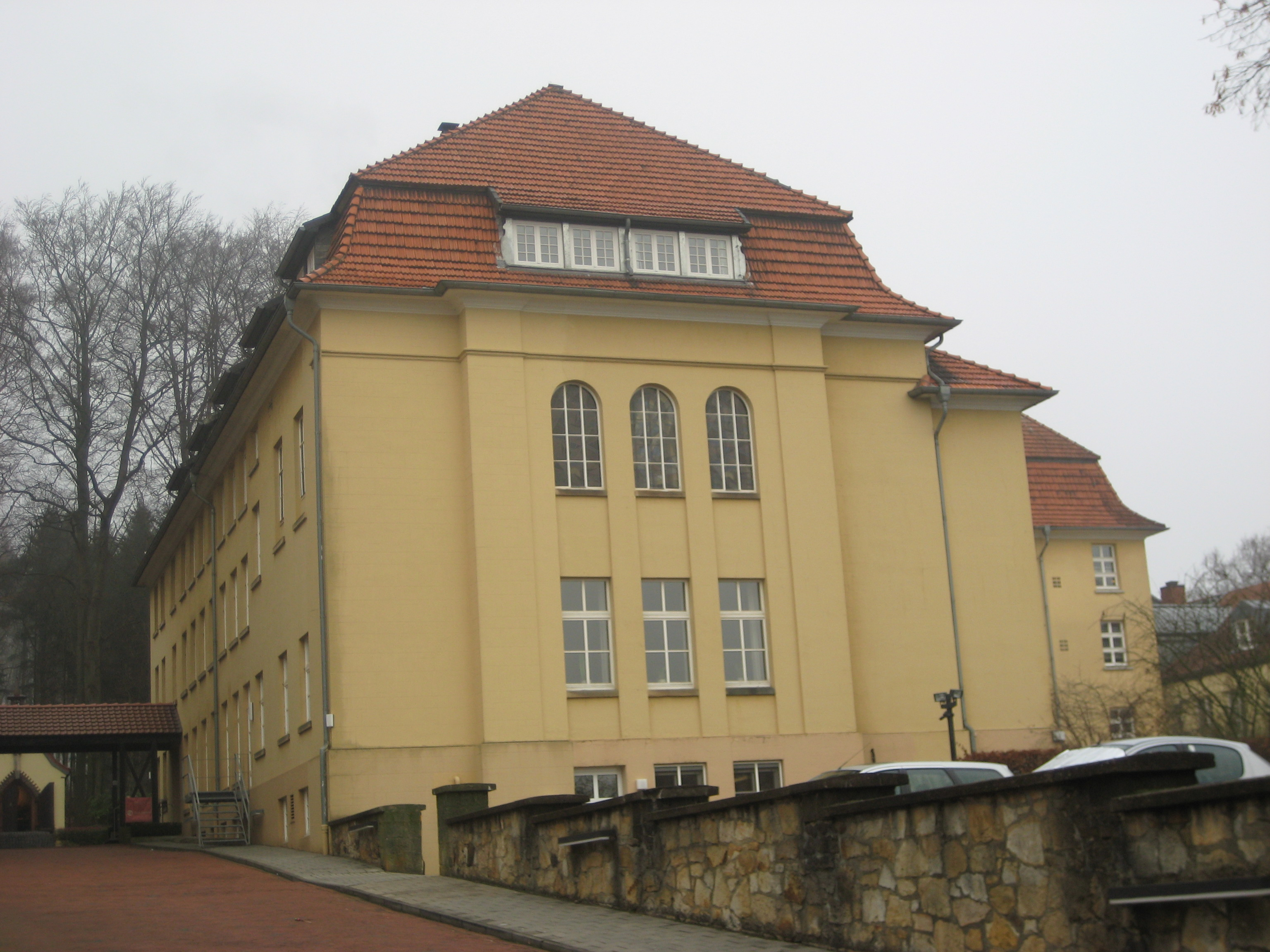
Haus Ohrbeck

Im Haus Ohrbeck befindet sich eine Heimvolkshochschule in Trägerschaft des Bistums Osnabrück und des Franziskanerordens im Kloster Ohrbeck.
Sehenswert ist die römisch-katholische St. Antonius-Kirche. Der Augustaschacht Ohrbeck ist ein Mahnmal zum Gedenken an das Arbeitserziehungslager aus der Zeit des Nationalsozialismus.
Siehe auch: Liste der Baudenkmäler in Georgsmarienhütte

## Vereine
- BSV Holzhausen 1924 e. V.
- Tennisclub Holzhausen e. V.
- Reit- und Fahrverein St. Georg e. V.
- Deutsche Pfadfinderschaft St. Georg Holzhausen
- Deutsches Rotes Kreuz Holzhausen
- Förderverein der Antoniusschule e. V.
- Kolpingsfamilie Holzhausen/Ohrbeck
- Schützenverein Holzhausen e. V.

## Bildung & Kultur
- Antoniusschule (Grundschule)
- Stadtbibliothek KÖB Georgsmarienhütte (Nebenstelle)
- Kreimer-Selberg Museum (Ortsgeschichte, Eisenverhüttung u. a.)

## Persönlichkeiten
- Ernst-Otto Meyer (1927–2010), Fußballspieler
- Werner F. Ebke (geb. 1951), Rechtsprofessor
- Walter Bensmann (1938–2025), Fußballspieler
- Grethe Jürgens (1899–1981), Malerin